# Добровольский, Одо

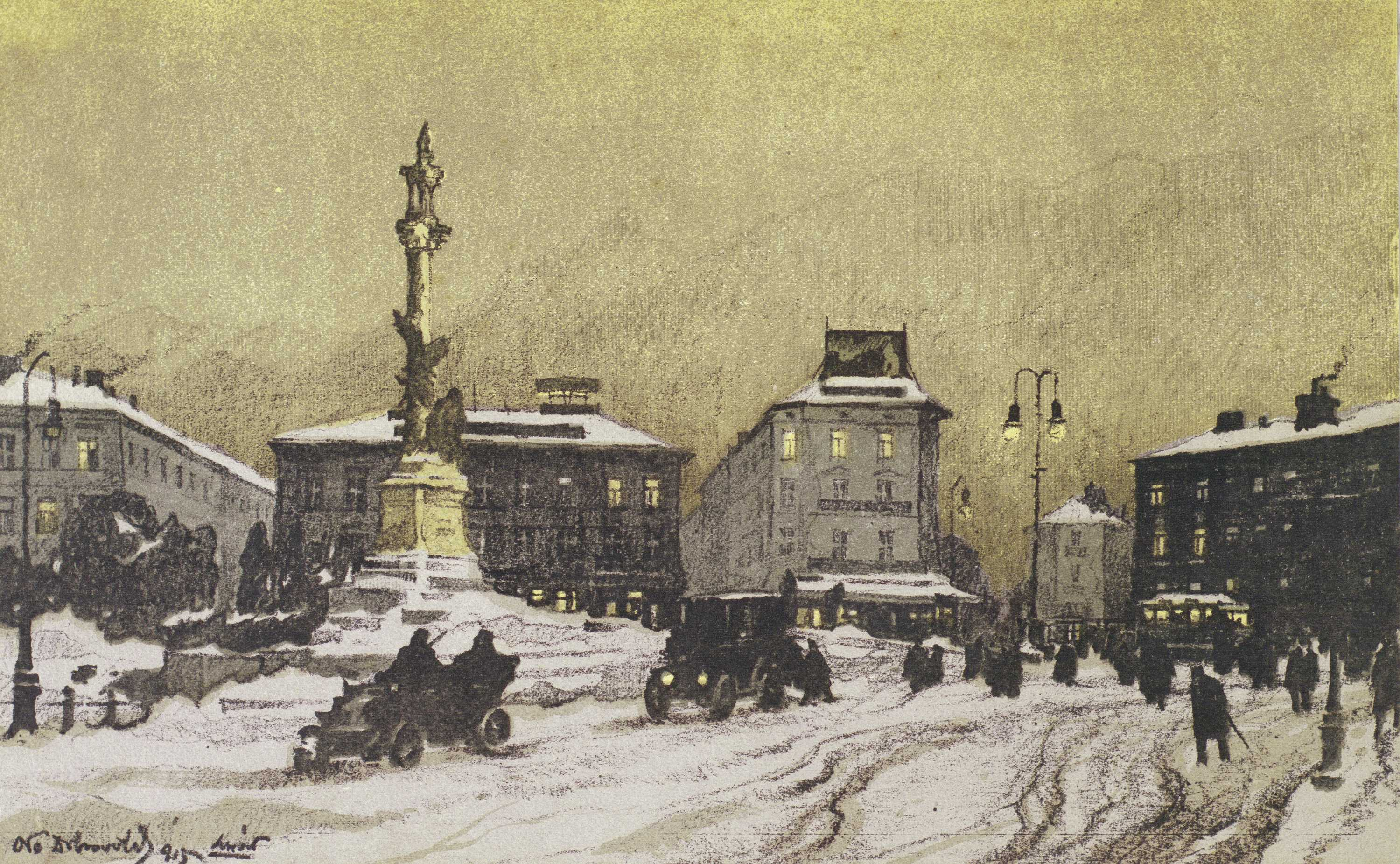
Памятник Адаму Мицкевичу во Львове, литография 1915

Одо Добровольский (пол. Odo Dobrowolski; 1883, Черновцы — 1917, Киев) — польский художник, акварелист, литограф.
Был сыном Юзефа Добровольского, чиновника Наместничества Галиции, и Евгении Виттих.
Окончил гимназию во Львове и начал учёбу в Академии Изящных Искусств в Кракове.
В 1908-1909 годах жил в Париже, потом в Мюнхене и вернулся во Львов.
В 1911-1912 годах снова пребывал в Париже.
Зимой 1914-1915 года издал во Львове альбом из десяти цветных литографии «Львов».
В июне 1915 года переехал в Киев.
Добровольский пользовался главным образом акварелью, гуашью и пастелью.
Занимался пейзажами Львова и Парижа.
Большинство его произведений находится в коллекции Львовской Картинной Галереи.